# Установка «Рубін-2М» вимірювання в потоці якості та кількості товарної нафти

Автоматизована установка «Рубін-2М» для вимірювання в потоці якості та кількості товарної нафти: 1 — герметизовані резервуари; 2 — підпірний насос; 3 — автоматичний вологомір; 4 — солемір; 5, 6 — відсікачі; 7 — лінія некондиційної нафти; 8 — гідропривід; 9 — фільтр; 10 — радіоізотопний густиномір; 11 — турбінний витратомір; 12 — автоматичний термометр

Установка «Рубін-2М» — використовується для безперервного автоматичного вимірювання в потоці якості та кількості товарної нафти.

## Загальний опис
З установки підготовки нафти УПН нафта подається (рис.) в герметизовані резервуари 1, з яких забирається підпірним насосом 2 та проганяється через автоматичний вологомір 3 і солемір 4. Якщо вміст води і солей у нафті вищий за норму, то зонд вологоміра 3 видає аварійний сигнал у блок місцевої автоматики БМА, і за допомогою гідропривода 8 відсікач 5 перекриває лінію товарної нафти; одночасно відсікач 6 відкриває лінію некондиційної нафти, яка повертається по лінії 7 на повторну підготовку в УПН. Після припинення надходження аварійного сигналу з вологоміра 3 або солеміра 4 відсікач 5 відкривається, а відсікач 6 закривається. Потік товарної нафти проходить через фільтр 9, радіоізотопний густиномір 10, звідки надходить у турбінний витратомір 11, у якому обертається турбіна з кутовою швидкістю, пропорційною лінійній швидкості потоку. Обертання турбіни перетворюється в електричні імпульси, які потрапляють в рахунковий пристрій об'ємної кількості товарної нафти БМА.
Величини об'ємів товарної нафти автоматично помножуються на показники густиноміра 10 з урахуванням температурної поправки, що видається автоматичним термометром 12, і фіксуються на витратомірі 11, установленому на лицевій панелі блока.